# 江浙银行员工系列诈骗案
江浙银行员工系列诈骗案，也稱存款消失案、存款失踪案，是中華人民共和國浙江省、江苏省一帶的一起金融大型詐騙案，媒體大量報導於2015年1月間，事發則跨度一年以上，因為許多儲戶是一年期定存直到期滿才發現受騙，該案涉及眾多大型國營銀行而引起關注。

## 概觀
浙江銀行員系列詐騙案已知涉及杭州聯合銀行、中國銀行、中國工商銀行、中國農業銀行。浙江人士邱愛玉與號稱經營陽光儲蓄仲介公司的蕭某為主犯策畫者夥同一些外圍人員，其買通銀行櫃檯行員，利用銀行一線監管不確實的漏洞進行存款轉帳盜竊。
邱愛玉團夥會先在民間宣傳一種「貼息存款」號稱存款利率比公開利率高兩至三倍，至少年息10%~15%以上，全無風險，在銀行櫃檯辦理。騙取有貪念的受害人將大筆存款到其指定窗口存入，這時已被買通的行員在電腦操作過程中同時進行存入作業和一筆偽造的轉帳作業，在瞬間將被害人金錢轉走入遠端人頭帳戶，再發給一張非正規偽造的定存證明，上蓋有盜刻的銀行印章。事後行員將可分得總騙得金額10%作為回報，仲介人也分得10%。有個人單筆被騙金額超過一億。
事發後除杭州聯合銀行主動先墊賠付受害者4千多萬人民幣，其他銀行表示不接受賠償要求，只願意等待法院判決後再處理，因為銀行認為受害人貪圖明顯不可能存在的利率與來路不明的所謂存款仲介員，自身也有過錯必須承擔部分損失，另一方面銀行害怕先行墊賠的事例一開，未來有人可能製造類似假案，犧牲一人當逃犯遠走天涯，騙取銀行先行墊賠金。
2015年1月23日中國銀監會副主席王兆星和中國人民銀行副行長潘功勝表示銀行在此一事件中有重大監督缺失責任，必須進行自清，但此案件在中國龐大金融活動中只是極少數個案，務必宣傳理解消除民眾疑慮。

## 破案
2015年4月底央視播出此案辦案全過程及最終真相，浙江天台縣企業家邱某(女)和杭州聯合銀行行員祝某(女)是本案主犯，另有工商銀行等等銀行的行員也被買通；邱姓女企業家原先經營研發瀝青材料和承包工程的企業，公司2010年後開始經營不善，利用高利息向民間非法集資之後債務滾大出現缺口，又透過非法集資代理商蕭某的人脈間接認識行員祝某之後打進銀行員工的朋友圈，開始策畫此一盜領存款案，同樣以高額利息誘騙存款戶，要求存戶在指定的被買通行員的櫃台辦理優惠利息(約年息14%)，之後在電腦操作過程中內鬼行員快速將錢轉走，原意是暫時借用儲戶存款以周轉，在無人發現之前偷偷將存款存回，然而終究不可能在信息化审核下長期隱瞞，此一行為導致案發。
| 涉案銀行                      | 被盜人民幣 | 處理方式           |
| ----------------------------- | ---------- | ------------------ |
| 中國農業銀行 浙江奉化城東支行 | 約2億元    | 要求儲戶自行打官司 |
| 中國農業銀行 杭州總行         | 約1億元    | 要求儲戶自行打官司 |
| 中國銀行 江蘇昆山蓬朗支行     | 約1億元    | 要求儲戶自行打官司 |
| 中國銀行 蘇州相城支行         | 約1億元    | 要求儲戶自行打官司 |
| 中國工商銀行 揚中支行         | 900萬元    | 要求儲戶自行打官司 |
| 杭州聯合銀行 古蕩支行         | 9505萬元   | 銀行全額賠償       |